# پرواز (فیلم ۲۰۱۵)
پرواز (به هندی: Hawaizaada) یا زادۀ هوا(آسمان) (به انگلیسی: Airborn) فیلمی هندی (۲۰۱۵) به نویسندگی، کارگردانی و تهیه‌کنندگیِ ویبو پوری با همکاری ریلاینس اینترتینمنت است. این فیلم با الهام از زندگینامۀ شیوکار باپوجی تالپاده ساخته شده‌است و در آن، بازیگرانی همچون آیوشمان کورانا، میتون چاکرابورتی و پالاوی شاردا بازی کرده‌اند. این فیلم در  ۳۰ ژانویه ۲۰۱۵ منتشر شد.
ادعا شده‌است که تالپاده، ساکن بمبئی، یک هواپیمای بی‌سرنشین و سنگین‌تر از هوا را در سال ۱۸۹۵ ساخته و به‌پرواز درآورده‌است. سوابق تاریخی معتبری رخ‌دادن آن را تأیید نمی‌کند. این فیلم تالپاده را درحال انجام موفق یک پرواز باسرنشین نمایش می‌دهد.